# Chrysolina weisei
Chrysolina weisei is een keversoort uit de familie bladkevers (Chrysomelidae). De wetenschappelijke naam van de soort werd in 1883 gepubliceerd door Imre Frivaldszky.